# Хиллер, Курт
Курт Хи́ллер (нем. Kurt Hiller; 17 августа 1885, Берлин — 1 октября 1972, Гамбург) — немецкий писатель, публицист пацифистского направления, один из деятелей раннего экспрессионизма. Был приверженцем идей социализма. Активно выступал в защиту прав сексуальных меньшинств.

## Биография
В 1903—1907 годах изучал философию и право в Берлине и Фрайбурге. По окончании учёбы защитил юридическую диссертацию, которая даже была выпущена отдельным изданием. В Берлине Хиллер обзавёлся многочисленными знакомствами в литературных кругах, и в 1909 году сам стал «свободным писателем», одним из пионеров зарождающегося в Германии экспрессионизма. В том же году вместе с Якобом ван Годдисом он основал экспрессионистский «Новый клуб» (нем. Der Neue Club), к которому вскоре присоединились многие деятели искусства, жившие в Берлине: поэты Эрнст Бласс, Эльза Ласкер-Шюлер и Георг Гейм, актриса Тилла Дюрье. Заседания клуба проходили под маркой «Неопатетического кабаре». Вскоре однако разногласия между организаторами выступлений привели к тому, что Хиллер покинул клуб и основал вместе Эрнстом Блассом «Кабаре Гну». Всё это время он активно писал статьи для экспрессионистских журналов «Der Sturm», «Die Aktion», «Pan» и др. В 1912 году Курт Хиллер выпустил в гейдельбергском издательстве Рихарда Вайссбаха первую антологию лирики экспрессионизма «Кондор» (нем. Der Kondor).
Во Время ноябрьской революции 1918 года активно включился в политическую жизнь, сформулировав идеал «логократии», основанной на идее Платона о «правителях-философах». В 1919 году вместе со своими сторонниками основал «Союз противников воинской службы». В 1920 году вступил в «Немецкое общество за мир». Хотя Хиллер довольно критически относился к Ленину, он всё же считал, что немецкий пацифизм должен брать пример с Советского Союза. Его идеалом были мир и социализм, понимаемые как свободное общество без войн, угнетения и эксплуатации. В 1920-е годы Хиллер много выступал в печати против немецких и итальянских фашистов. В 1922 году выпустил брошюру «§ 175: позор века», где подверг критике положения Уголовного кодекса Германии, направленные против гомосексуалов (подробнее см. статью «Параграф 175»).

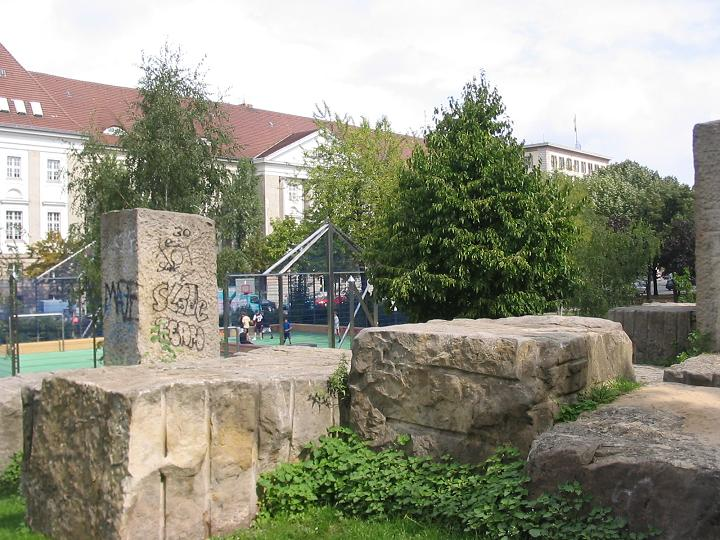
Курт-Хиллер-Парк в Берлине

После прихода к власти Гитлера Курт Хиллер как пацифист, социалист, еврей и гомосексуал оказался жертвой жестоких гонений. Его трижды арестовывали и отправляли в концлагеря, подвергая унизительным истязаниям. В 1934 году, в результате заступничества Рудольфа Гесса, он был освобождён. Ему разрешили улететь в Прагу, откуда он затем эмигрировал в Лондон. В эмиграции он продолжал печатать статьи и манифесты, направленные против нацистов, основал в Лондоне «Группу независимых немецких авторов».
В Германию Хиллер вернулся только в 1955 году, где ему была вручена премия как выдающемуся критику. Он ещё несколько раз пытался основывать различные неосоциалистические союзы и журналы, но его идеи не находили отклика у общественности. Умер в 1972 году в Гамбурге.
В честь Курта Хиллера назван один из парков Берлина в районе Шёнеберг.

## Современники о Курте Хиллере
Генрих Эдуард Якоб:

"К. Хиллер — одна из важнейших фигур среди политиков и идеологов движения, блестящий организатор и оратор, который, как вспоминает Г. Э. Якоб, «имел право представлять лицо „Клуба“ на литературной арене Германии уже потому только, что среди всех нас, слишком юных, он единственный был обладателем докторского титула и лысины».